# 何塞·马德里斯
何塞·桑托斯·马德里斯·罗德里格斯（西班牙語：José Santos Madriz Rodríguez；1867年7月21日—1911年5月14日），尼加拉瓜政治人物，曾担任尼加拉瓜总统。

## 生平
1867年，出生于尼加拉瓜莱昂。1909年，何塞·桑托斯·塞拉亚遭保守党人士推翻后，马德里斯出任总统。但在美国的施压下，马德里斯被迫辞职并于1910年流亡墨西哥，并最终在当地去世。今尼加拉瓜西北部的马德里斯省以其命名。